# Kugluktuk
Kugluktuk (Inuinnaqtun: Qurluktuk, "O lugar da água rastejante") é uma vila localizada na foz do Rio Coppermine, na Região de Kitikmeot,no Golfo de Coroação sudoeste da Ilha Victoria, Nunavut, Canadá.

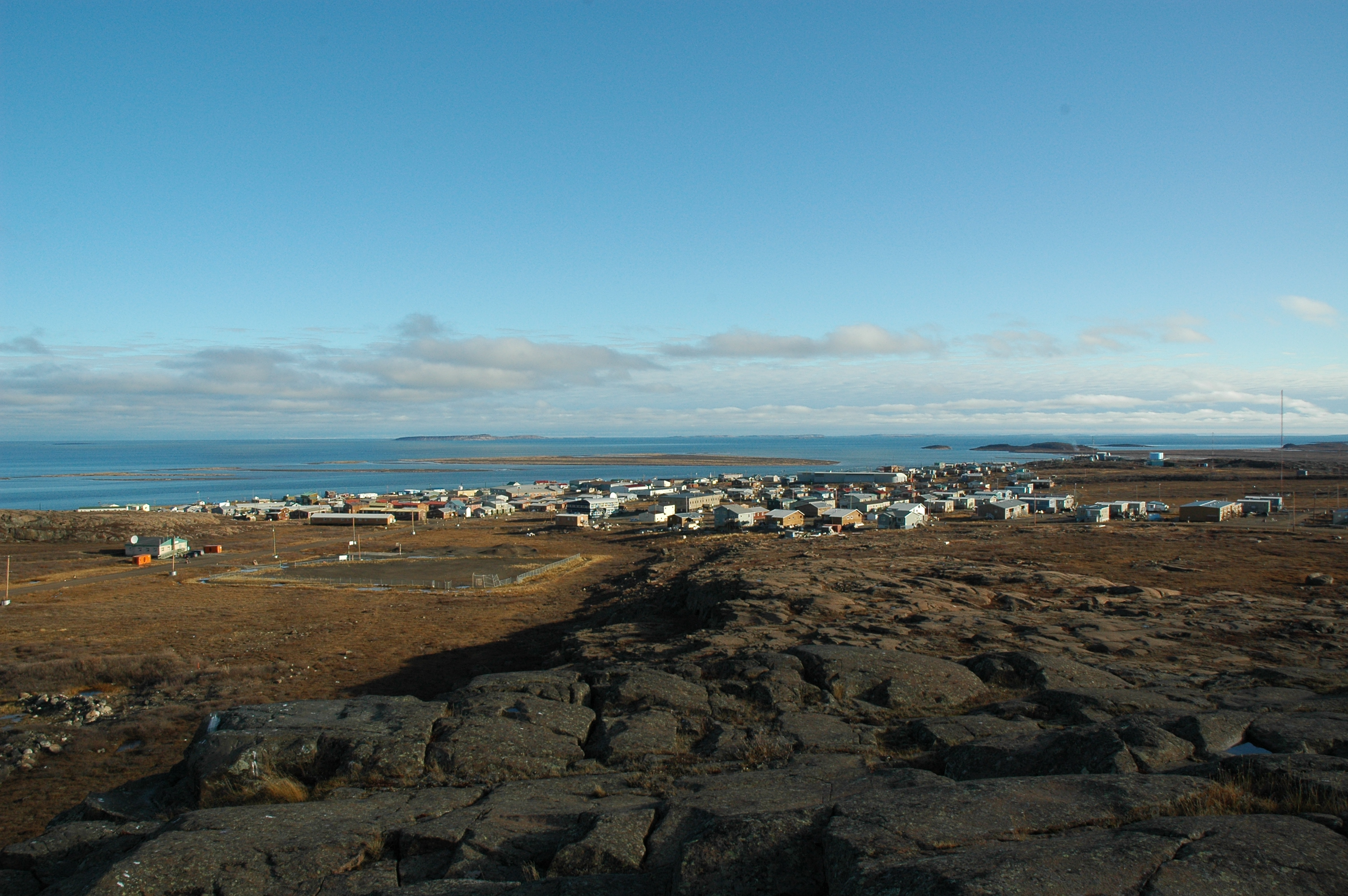
Vista de Kugluktuk

É a localidade localizada mais a oeste em Nunavut, quase próxima a fronteira com os Territórios do Noroeste. O idioma materno do local era o Inuinnaqtun e foi escrito com o alfabeto latino substituindo o sistema Inuktitut. 

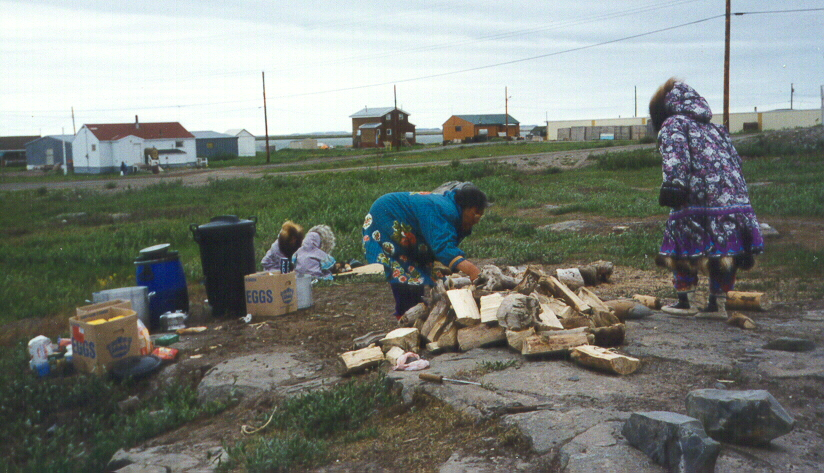
População Local

## Modo de Vida
A Comunidade possui serviços essenciais de correios, lojas comerciais,etc. A cidade é coberta por Internet. Há 2 escolas na vila, Kugluktuk High School e Jimmy Hikok Ilihakvik.

## Demografia
De acordo com o censo feito em 2006 a população estimada da vila é em torno de 1.302 um aumento de 7,4% em relação a 2001. Sua densidade é de 2.4hab/km².
Sua área é de 549,61 km².

## Geografia
.

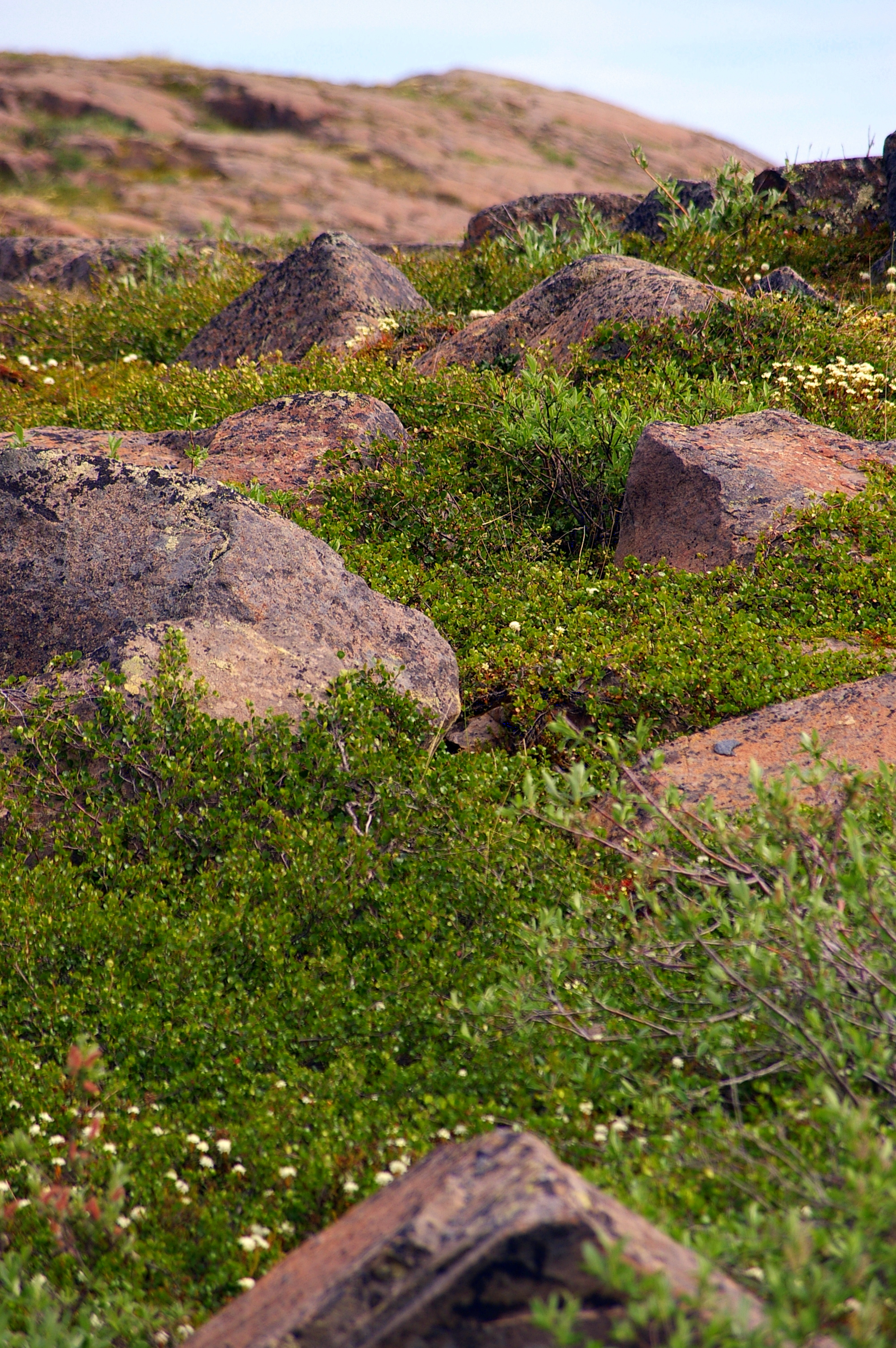
Vegetação característica da região

Kugluktuk está localizada na margem do Oceano Ártico. A paisagem característica da comunidade é por montanhas e pelo Escudo Canadense. A região possui clima subártico, com invernos muito frios e verão um pouco mais suaves,mas mesmo assim, sem a possibilidade de crescimento de árvores. A flora é constituída pela tundra, que nada mais são pequenos musgos e líquens que derretem depois do rigoroso inverno canadense.